# Citroën BX
Citroën BX je automobil francuski marke Citroën.  Proizvodi se od 1982. – 1993. godine.

## Motori
- 1.4 L, 46 kW (63 KS) / 55 kW (75 KS)
- 1.6 L, 53 kW (72 KS) / 65 kW (88 KS) / 77 kW (105 KS)
- 1.9 L, 72 kW (98 KS) / 77 kW (105 KS) / 80 kW (109 KS) / 88 kW (120 KS) / 92 kW (125 KS) / 109 kW (148 KS) / 118 kW (160 KS)
- 1.8 L dizel, 44 kW (60 KS)
- 1.8 L turbo dizel, 66 kW (90 KS)
- 1.9 L dizel, 51 kW (69 KS)